# Margaretha Wulfraet

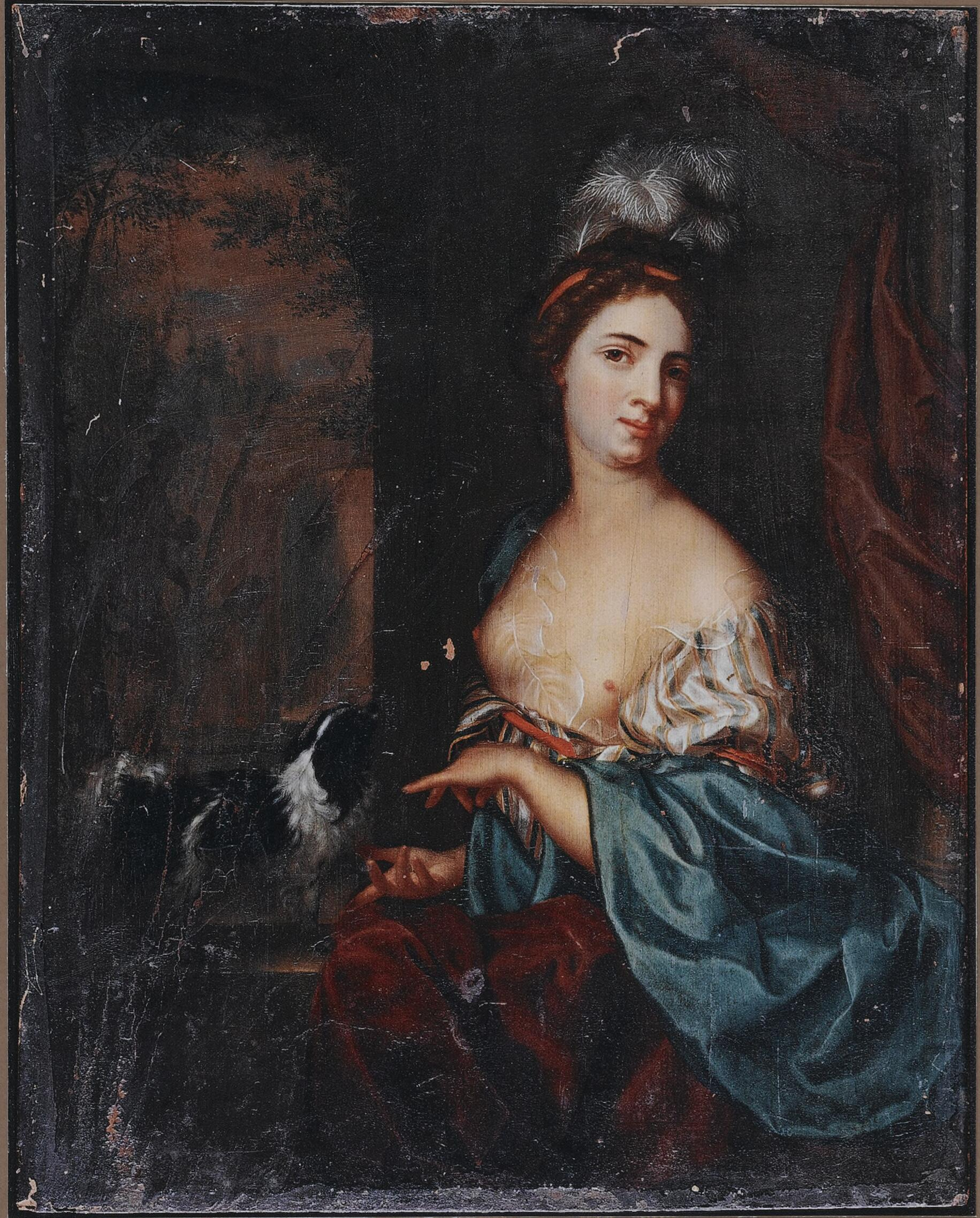
Retrato de una cortesana por Wulfraet

Margaretha Wulfraet (Arnhem, 19 de febrero de 1678 –  Arnhem, 26 de enero de 1760) fue una pintora de los Países Bajos.

## Biografía
Según Arnold Houbraken era la hija de Matthijs Wulfraet que viajó a Frankfurt donde se convirtió en un pintor de retratos respetado, realizando muchas obras para dignatarios visitantes y ciudadanos importantes. Llegó a una edad avanzada y fue capaz de enseñar a su hija Margaretha su arte, en el que ella se desenvolvió perfectamente. Houbraken estaba pensando en dedicar una página a su memoria, aunque nunca llegó a hacerlo, ya que falleció antes de la edición de su obra literaria de tres volúmenes de croquis biográficos de pintores de los Países Bajos. Su biografía estuvo realizada por Jan van Gool, acompañada por un retrato basado en un dibujo de uno de sus autorretratos que le fue enviado por Gerard Melder. Ella llegó a ser muy popular en Ámsterdam y según Van Gool, Bernard Picart dijo de ella: «Es un prodigio, y un honor en su sexo.». En 1741 regresó a Arnhem para vivir sus últimos días.
Según el Rijksbureau voor Kunsthistorische Documentatie aprendió a pintar de su padre Mathijs y se trasladó a Ámsterdam con él en 1681. Estuvo influida por Caspar Netscher y es conocida por sus retratos, paisajes, y trabajos de género -aunque ningún paisaje de ella se conoce hoy en día, estos constaron en el inventario de su taller realizado a su muerte-.